# Stisted
Stisted är en by och en civil parish i Braintree i Storbritannien. Den ligger i grevskapet Essex och riksdelen England, i den sydöstra delen av landet, 70 km nordost om huvudstaden London. Orten har 617 invånare (2001). Den har en kyrka.